# Trichoptya pallida
Trichoptya pallida là một loài bướm đêm trong họ Noctuidae.